# ردیف آقا حسینقلی
ردیف آقا حسینقلی یا ردیف میرزا حسینقلی یکی از ردیفهای اصلی موسیقی ایرانی است که توسط آقا حسینقلی در دورهٔ قاجاریه تدوین شد. این ردیف بعدها توسط علی‌اکبرخان شهنازی فرزند ارشد آقا حسینقلی روایت شده‌است. متعلّقات شور در این ردیف کامل‌تر از ردیف‌های دیگر است. هم‌چنین، دستگاه‌های نوا و راست‌پنجگاه آن پربارتر و از لحاظ ملودیک متنوع‌تر از سایر ردیف‌های موسیقی ایرانی است.
علی‌اکبر شهنازی در سال ۱۳۴۱ در ادارهٔ فرهنگ و هنر، دورهٔ کامل ردیف میرزا حسینقلی را نواخته و ضبط کرد.